# Julija Vjacseszlavovna Lipnyickaja
Julija Vjacseszlavovna Lipnyickaja (oroszul: Ю́лия Вячесла́вовна Липни́цкая; Jekatyerinburg, 1998. június 5. –) orosz műkorcsolyázónő, 2014 Európa-bajnoka, 2014 olimpiai bajnoka (csapatverseny). 2017 augusztusában bejelentette visszavonulását.

## Eredményei
| Esemény                   | 2009–2010 | 2010–2011 | 2011–2012 | 2012–2013 | 2013–2014 |
| ------------------------- | --------- | --------- | --------- | --------- | --------- |
| Téli olimpiai játékok     |           |           |           |           | 5         |
| Világbajnokság            |           |           |           |           | 2         |
| Európa-bajnokság          |           |           |           |           | 1         |
| Grand Prix-döntő          |           |           |           | WD        | 2         |
| Orosz bajnokság           |           | 4         | 2         | WD        | 2         |
| Ifjúsági világbajnokság   |           |           | 1         | 2         |           |
| Ifjúsági Grand Prix-döntő |           |           | 1         |           |           |
| Orosz ifjúsági bajnokság  | 5         | WD        | 1         | 5         |           |
| Csapatverseny             |           |           |           |           |           |
| Téli olimpiai játékok     |           |           |           |           | 1         |